# Surupa Dorsa
I Surupa Dorsa sono una struttura geologica della superficie di Venere.